# Vesicularia rutilans
Vesicularia rutilans là một loài Rêu trong họ Hypnaceae. Loài này được (Brid.) Broth. ex Paris mô tả khoa học đầu tiên năm 1909.